# Großer Preis von Italien 1968
Der Große Preis von Italien 1968 (offiziell XXXIX Gran Premio d’Italia) fand am 8. September auf dem Autodromo Nazionale di Monza in Monza statt und war das neunte Rennen der Automobil-Weltmeisterschaft 1968.

## Berichte

### Hintergrund
Während der fünfwöchigen Sommerpause, die zwischen dem Großen Preis von Deutschland und diesem Rennen lag, hatte Jackie Stewart ein nicht zur Weltmeisterschaft zählendes Formel-1-Rennen im Oulton Park gewonnen.
Die Meldeliste für das Rennen in Monza übertraf diejenigen sämtlicher vorangegangener WM-Läufe der Saison. Ferrari meldete einen dritten Werkswagen, besetzte diesen mit Derek Bell und ermöglichte ihm somit sein Grand-Prix-Debüt. Ähnliches plante man auch beim Team Lotus, wo man Mario Andretti erstmals antreten lassen wollte. Er nahm auch am Training teil, verzichtete dann aber zugunsten eines Rennens in seiner Heimat USA ebenso auf den Rennstart, wie Bobby Unser, der die vom B.R.M.-Werksteam gegebene Chance auf sein Formel-1-Debüt auf den Großen Preis der USA verschob.
Auch Ken Tyrrell erweiterte sein Matra-Kundenteam um ein weiteres Fahrzeug und engagierte Johnny Servoz-Gavin als Fahrer. Ein zweiter Honda-Werkswagen wurde von David Hobbs pilotiert.
Cooper plante ebenfalls, ein Drei-Wagen-Team an den Start gehen zu lassen. Da aber sowohl Lucien Bianchi als auch Robin Widdows nicht zur Verfügung standen, wurde schließlich doch nur Vic Elford gemeldet.

### Training
John Surtees stellte im Training mit seiner Bestzeit die erste und einzige Pole-Position des Honda-Werksteams sicher. Bruce McLaren und Chris Amon qualifizierten sich neben ihm für die erste Startreihe. Dahinter folgten Jacky Ickx und der nach wie vor in der Weltmeisterschaft führende Graham Hill.
Die beiden US-Amerikaner Andretti und Unser hatten ursprünglich geplant, während des Wochenendes an zwei Rennen teilzunehmen und dafür mehrfach zwischen Italien und den USA zu pendeln. Sie qualifizierten sich für die Startplätze 10 und 21 des Italien-GP. Aufgrund einer Klausel im Reglement, die die Teilnahme an zwei Rennveranstaltungen binnen 24 Stunden untersagt, mussten sich die beiden jedoch für eines der Rennen entscheiden. Sie verzichteten schließlich auf den Grand Prix und nahmen ausschließlich an dem parallel ausgerichteten USAC-Rennen in Indianapolis teil.

### Rennen
Zum ersten Mal seit mehreren Monaten fand ein Grand Prix gänzlich unter trockenen Bedingungen statt. Es herrschte große Hitze.
Surtees setzte seine Pole-Position zunächst in eine Führung um, die er allerdings bereits während der ersten Runde an McLaren abgeben musste. In der siebten Runde gelangte Surtees durch ein geschicktes Manöver aus Windschatten heraus zurück in die Spitzenposition, konnte diese allerdings wiederum nur wenige Kilometer gegen McLaren verteidigen. Unterdessen prallte Amon in die Streckenbegrenzung und bei dem Versuch, dem verunglückten Ferrari auszuweichen, berührte auch Surtees die Mauer und musste aufgeben. Dadurch gelangte Joseph Siffert in die Verfolgerposition hinter Bruce McLaren.
In den folgenden Runden entwickelten sich spannende Windschattenduelle um die Spitze zwischen McLaren, Siffert, Stewart und Denis Hulme. Unterdessen musste der in der Weltmeisterschaft führende Hill das Rennen aufgeben, da sich eines der Räder seines Lotus 49 löste.
Das Duell um die Ränge hinter der Spitzengruppe blieb lange Zeit spannend zwischen Servoz-Gavin, Ickx und Jochen Rindt. Der Österreicher schied jedoch in der 32. Runde wegen eines Motorschadens aus.
McLaren fiel aus der Spitzengruppe heraus, als er in Runde 35 wegen Ölmangels die Box ansteuerte und ausschied. Stewart und Siffert mussten in den folgenden Runden jeweils aufgrund von technischen Problemen aufgeben, sodass Hulme allein an der Spitze verblieb und seinen ersten Saisonsieg ungefährdet sicherstellen konnte.
Kurz vor dem Ende des Rennens musste Ickx zum Nachtanken an die Box und verlor dadurch den zweiten Platz an Servoz-Gavin, der somit zum ersten und einzigen Mal auf dem Podium eines Grand Prix stand. Jackie Oliver sicherte sich erstmals die schnellste Rennrunde.

## Meldeliste
| Team                          | Nr. | Fahrer               | Chassis            | Motor                    | Reifen |
| ----------------------------- | --- | -------------------- | ------------------ | ------------------------ | ------ |
| Bruce McLaren Motor Racing    | 01  | Denis Hulme          | McLaren M7A        | Ford Cosworth DFV 3.0 V8 | G      |
| Bruce McLaren Motor Racing    | 02  | Bruce McLaren        | McLaren M7A        | Ford Cosworth DFV 3.0 V8 | G      |
| Joakim Bonnier Racing Team    | 03  | Joakim Bonnier       | McLaren M5A        | BRM P142 3.0 V12         | G      |
| Matra International (Tyrrell) | 04  | Jackie Stewart       | Matra MS10         | Ford Cosworth DFV 3.0 V8 | D      |
| Matra International (Tyrrell) | 05  | Johnny Servoz-Gavin  | Matra MS10         | Ford Cosworth DFV 3.0 V8 | D      |
| Matra Sports                  | 06  | Jean-Pierre Beltoise | Matra MS11         | Matra MS9 3.0 V12        | D      |
| Scuderia Ferrari SpA SEFAC    | 07  | Derek Bell           | Ferrari 312 (1968) | Ferrari 242C 3.0 V12     | F      |
| Scuderia Ferrari SpA SEFAC    | 08  | Jacky Ickx           | Ferrari 312 (1968) | Ferrari 242C 3.0 V12     | F      |
| Scuderia Ferrari SpA SEFAC    | 09  | Chris Amon           | Ferrari 312 (1968) | Ferrari 242C 3.0 V12     | F      |
| Brabham Racing Organisation   | 10  | Jack Brabham         | Brabham BT26       | Repco 860 3.0 V8         | G      |
| Brabham Racing Organisation   | 11  | Jochen Rindt         | Brabham BT26       | Repco 860 3.0 V8         | G      |
| Charles Vögele Racing         | 12  | Silvio Moser         | Brabham BT20       | Repco 620 3.0 V8         | G      |
| Honda Racing                  | 14  | John Surtees         | Honda RA301        | Honda RA301E 3.0 V12     | F      |
| Honda Racing                  | 15  | David Hobbs          | Honda RA301        | Honda RA301E 3.0 V12     | F      |
| Gold Leaf Team Lotus          | 16  | Graham Hill          | Lotus 49B          | Ford Cosworth DFV 3.0 V8 | F      |
| Gold Leaf Team Lotus          | 18  | Mario Andretti       | Lotus 49B          | Ford Cosworth DFV 3.0 V8 | F      |
| Gold Leaf Team Lotus          | 19  | Jackie Oliver        | Lotus 49B          | Ford Cosworth DFV 3.0 V8 | F      |
| Rob Walker Racing             | 20  | Joseph Siffert       | Lotus 49B          | Ford Cosworth DFV 3.0 V8 | F      |
| Anglo American Racers         | 21  | Dan Gurney           | Eagle T1G          | Weslake 58 3.0 V12       | G      |
| Cooper Car Company            | 23  | Vic Elford           | Cooper T86B        | BRM P142 3.0 V12         | G      |
| Owen Racing Organisation      | 25  | Bobby Unser          | BRM P126           | BRM P142 3.0 V12         | G      |
| Owen Racing Organisation      | 26  | Pedro Rodríguez      | BRM P138           | BRM P142 3.0 V12         | G      |
| Reg Parnell Racing            | 27  | Piers Courage        | BRM P126           | BRM P142 3.0 V12         | G      |
| Bernard White Racing          | 28  | Frank Gardner        | BRM P261           | BRM P142 3.0 V12         | G      |

## Klassifikationen

### Startaufstellung
| Pos. | Fahrer               | Konstrukteur   | Zeit    | Ø-Geschwindigkeit | Start |
| ---- | -------------------- | -------------- | ------- | ----------------- | ----- |
| 01   | John Surtees         | Honda          | 1:26,07 | 240,502 km/h      | 01    |
| 02   | Bruce McLaren        | McLaren-Ford   | 1:26,11 | 240,390 km/h      | 02    |
| 03   | Chris Amon           | Ferrari        | 1:26,21 | 240,111 km/h      | 03    |
| 04   | Jacky Ickx           | Ferrari        | 1:26,41 | 239,556 km/h      | 04    |
| 05   | Graham Hill          | Lotus-Ford     | 1:26,57 | 239,113 km/h      | 05    |
| 06   | Jackie Stewart       | Matra-Ford     | 1:26,60 | 239,030 km/h      | 06    |
| 07   | Denis Hulme          | McLaren-Ford   | 1:26,61 | 239,002 km/h      | 07    |
| 08   | Derek Bell           | Ferrari        | 1:26,90 | 238,205 km/h      | 08    |
| 09   | Joseph Siffert       | Lotus-Ford     | 1:26,96 | 238,040 km/h      | 09    |
| 10   | Mario Andretti       | Lotus-Ford     | 1:27,20 | 237,385 km/h      | DNS   |
| 11   | Jochen Rindt         | Brabham-Repco  | 1:27,30 | 237,113 km/h      | 10    |
| 12   | Jackie Oliver        | Lotus-Ford     | 1:27,40 | 236,842 km/h      | 11    |
| 13   | Dan Gurney           | Eagle-Weslake  | 1:27,61 | 236,274 km/h      | 12    |
| 14   | Johnny Servoz-Gavin  | Matra-Ford     | 1:27,63 | 236,220 km/h      | 13    |
| 15   | David Hobbs          | Honda          | 1:27,70 | 236,032 km/h      | 14    |
| 16   | Pedro Rodríguez      | B.R.M.         | 1:28,20 | 234,694 km/h      | 15    |
| 17   | Jack Brabham         | Brabham-Repco  | 1:28,80 | 233,108 km/h      | 16    |
| 18   | Piers Courage        | B.R.M.         | 1:29,10 | 232,323 km/h      | 17    |
| 19   | Jean-Pierre Beltoise | Matra          | 1:29,30 | 231,803 km/h      | 18    |
| 20   | Joakim Bonnier       | McLaren-B.R.M. | 1:30,55 | 228,603 km/h      | 19    |
| 21   | Bobby Unser          | B.R.M.         | 1:30,56 | 228,578 km/h      | DNS   |
| 22   | Vic Elford           | Cooper-B.R.M.  | 1:31,30 | 226,725 km/h      | 20    |
| DNQ  | Frank Gardner        | B.R.M.         | 1:31,40 | 226,477 km/h      | –     |
| DNQ  | Silvio Moser         | Brabham-Repco  | 1:33,70 | 220,918 km/h      | –     |

### Rennen
| Pos. | Fahrer               | Konstrukteur   | Runden | Stopps | Zeit       | Start | Schnellste Runde |
| ---- | -------------------- | -------------- | ------ | ------ | ---------- | ----- | ---------------- |
| 01   | Denis Hulme          | McLaren-Ford   | 68     | 0      | 1:40:14,8  | 07    |                  |
| 02   | Johnny Servoz-Gavin  | Matra-Ford     | 68     | 0      | + 1:28,4   | 13    |                  |
| 03   | Jacky Ickx           | Ferrari        | 68     | 1      | + 1:28,6   | 04    |                  |
| 04   | Piers Courage        | B.R.M.         | 67     | 0      | + 1 Runde  | 17    |                  |
| 05   | Jean-Pierre Beltoise | Matra          | 66     | 0      | + 2 Runden | 18    |                  |
| 06   | Joakim Bonnier       | McLaren-B.R.M. | 64     | 0      | + 4 Runden | 19    |                  |
| –    | Joseph Siffert       | Lotus-Ford     | 58     | 0      | DNF        | 09    |                  |
| –    | Jack Brabham         | Brabham-Repco  | 56     | 0      | DNF        | 16    |                  |
| –    | Jackie Stewart       | Matra-Ford     | 42     | 0      | DNF        | 06    |                  |
| –    | David Hobbs          | Honda          | 42     | 0      | DNF        | 14    |                  |
| –    | Jackie Oliver        | Lotus-Ford     | 38     | 0      | DNF        | 11    | 1:26,5 (07.)     |
| –    | Bruce McLaren        | McLaren-Ford   | 34     | 0      | DNF        | 02    |                  |
| –    | Jochen Rindt         | Brabham-Repco  | 33     | 0      | DNF        | 10    |                  |
| –    | Pedro Rodríguez      | B.R.M.         | 22     | 0      | DNF        | 15    |                  |
| –    | Dan Gurney           | Eagle-Weslake  | 19     | 0      | DNF        | 12    |                  |
| –    | Graham Hill          | Lotus-Ford     | 10     | 0      | DNF        | 05    |                  |
| –    | John Surtees         | Honda          | 8      | 0      | DNF        | 01    |                  |
| –    | Chris Amon           | Ferrari        | 8      | 0      | DNF        | 03    |                  |
| –    | Derek Bell           | Ferrari        | 4      | 0      | DNF        | 08    |                  |
| –    | Vic Elford           | Cooper-B.R.M.  | 2      | 0      | DNF        | 20    |                  |
| DNS  | Mario Andretti       | Lotus-Ford     | –      | –      | –          | –     | –                |
| DNS  | Bobby Unser          | B.R.M.         | –      | –      | –          | –     | –                |

## WM-Stände nach dem Rennen
Die ersten sechs des Rennens bekamen 9, 6, 4, 3, 2, 1 Punkte. Die besten fünf Ergebnisse der ersten sechs und der zweiten sechs Rennen zählten zur Meisterschaft. In der Konstrukteurswertung zählten dabei nur die Punkte des bestplatzierten Fahrers eines Teams.

### Fahrerwertung
| Pos. | Fahrer                | Konstrukteur                 | Punkte |
| ---- | --------------------- | ---------------------------- | ------ |
| 01   | Graham Hill           | Lotus-Ford                   | 30     |
| 02   | Jacky Ickx            | Ferrari                      | 27     |
| 03   | Jackie Stewart        | Matra-Ford                   | 26     |
| 04   | Denis Hulme           | McLaren-Ford                 | 24     |
| 05   | Pedro Rodríguez       | B.R.M.                       | 11     |
| 06   | Jean-Pierre Beltoise  | Matra                        | 11     |
| 07   | Chris Amon            | Ferrari                      | 10     |
| 08   | Joseph Siffert        | Lotus-Ford / Cooper-Maserati | 9      |
| 09   | Bruce McLaren         | McLaren-Ford                 | 9      |
| 10   | Jim Clark †           | Lotus-Ford                   | 9      |
| 11   | Jochen Rindt          | Brabham-Repco                | 8      |
| 12   | John Surtees          | Honda                        | 8      |
| 13   | Johnny Servoz-Gavin   | Matra-Ford                   | 6      |
| 14   | Richard Attwood       | B.R.M.                       | 6      |
| 15   | Ludovico Scarfiotti † | Cooper-B.R.M.                | 6      |
| 16   | Lucien Bianchi        | Cooper-B.R.M.                | 5      |
| 17   | Piers Courage         | B.R.M.                       | 4      |
| 18   | Brian Redman          | Cooper-B.R.M.                | 4      |
| 19   | Vic Elford            | Cooper-B.R.M.                | 3      |

| Pos. | Fahrer            | Konstrukteur                     | Punkte |
| ---- | ----------------- | -------------------------------- | ------ |
| 20   | Jack Brabham      | Brabham-Repco                    | 2      |
| 21   | Jackie Oliver     | Lotus-Ford                       | 2      |
| 22   | Silvio Moser      | Brabham-Repco                    | 2      |
| 23   | Joakim Bonnier    | McLaren-B.R.M. / Cooper-Maserati | 1      |
| 24   | John Love         | Brabham-Repco                    | 0      |
| 25   | Dan Gurney        | Eagle-Weslake / Brabham-Repco    | 0      |
| 26   | Hubert Hahne      | Lola-BMW                         | 0      |
| 27   | Kurt Ahrens       | Brabham-Repco                    | 0      |
| –    | Jackie Pretorius  | Brabham-Climax                   | 0      |
| –    | Sam Tingle        | LDS-Repco                        | 0      |
| –    | Basil van Rooyen  | Cooper-Climax                    | 0      |
| –    | Andrea de Adamich | Ferrari                          | 0      |
| –    | Mike Spence †     | B.R.M.                           | 0      |
| –    | Dave Charlton     | Brabham-Repco                    | 0      |
| –    | Jo Schlesser †    | Honda                            | 0      |
| –    | Robin Widdows     | Cooper-B.R.M.                    | 0      |
| –    | David Hobbs       | Honda                            | 0      |
| –    | Derek Bell        | Ferrari                          | 0      |

### Konstrukteurswertung
| Pos. | Konstrukteur  | Punkte |
| ---- | ------------- | ------ |
| 01   | Lotus-Ford    | 44     |
| 02   | Matra-Ford    | 35     |
| 03   | Ferrari       | 32     |
| 04   | McLaren-Ford  | 31     |
| 05   | B.R.M.        | 21     |
| 06   | Cooper-B.R.M. | 12     |
| 07   | Brabham-Repco | 10     |
| 08   | Honda         | 8      |

| Pos. | Konstrukteur    | Punkte |
| ---- | --------------- | ------ |
| 09   | Matra           | 8      |
| 10   | McLaren-B.R.M.  | 3      |
| 11   | Cooper-Maserati | 0      |
| 12   | Eagle-Weslake   | 0      |
| 13   | Lola-BMW        | 0      |
| –    | Brabham-Climax  | 0      |
| –    | LDS-Repco       | 0      |